# Heinrich Reif-Gintl
Heinrich Reif-Gintl (* 7. Oktober 1900 in Wien; † 13. Juli 1974 ebenda) war ein österreichischer Intendant und Direktor der Wiener Staatsoper von 1968 bis 1972.

## Leben
Heinrich Reif-Gintl besuchte in Wien das Wasa-Gymnasium, wo er drei Jahre lang Josef Krips als Mitschüler hatte. Nach der Matura studierte er an der Universität Wien Rechtswissenschaften, daneben besuchte er auch musikwissenschaftliche Vorlesungen und erlernte das Violin- und Waldhornspiel.
Nach seiner Promotion zum Dr. iur. 1923 trat er in die Bundestheaterverwaltung ein. Ab 1925 war er unter der Direktion Franz Schalks an der Wiener Staatsoper tätig. Mit 1. Juli 1927 wurde er artistischer Hilfssekretär, ab 1. September 1937 dann Direktionssekretär. Nach dem „Anschluss“ Österreichs wurde er aufgrund seiner jüdischen Abstammung im September 1938 seines Postens enthoben.
Nach dem Zweiten Weltkrieg war Reif-Gintl stellvertretender Direktor neben Franz Salmhofer, die während des Wiederaufbaus im Theater an der Wien spielte. 1955 wurde er zum Leiter der Theater-Betriebsabteilung der Bundestheaterverwaltung ernannt. Zum 1. Jänner 1965 bestellte man ihn neben Egon Hilbert wiederum zum Vizedirektor der Staatsoper, dem er dann ab 19. Januar 1968 als Direktor nachfolgte. Die Verhandlung mit anderen Kandidaten, wie Rolf Liebermann und Rudolf Bing, waren ergebnislos verlaufen.
In seiner bis zum 31. August 1972 dauernden Amtszeit sicherte er der Staatsoper nach den turbulenteren Jahren unter Herbert von Karajan und seinem Vorgänger eine ruhigere Zeit, wohl auch bedingt durch beginnende Sparmaßnahmen und den Abbau finanzieller Altlasten. Trotzdem bescherte er dem Publikum zum 100-jährigen Bestand des Hauses am Ring 1969 eine eindrucksvolle Leistungsschau des Ensembles: in 60 Tagen setzte er 47 verschiedene Opern und 5 Ballette auf den Spielplan. Ein weiterer Höhepunkt seiner Ära war die Uraufführung von Einems Oper Der Besuch der alten Dame am 23. Mai 1971.

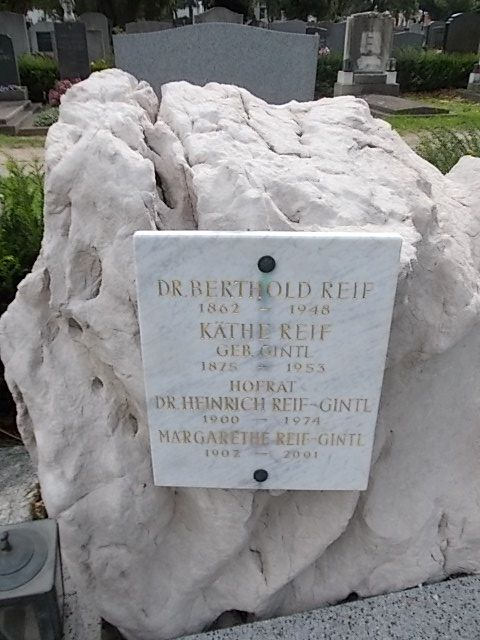
Grabstätte von Heinrich Reif-Gintl

Nach Ablauf seines Vertrages wechselte Reif-Gintl als Verwaltungsdirektor an das Burgtheater.
Sein Grab befindet sich auf dem Wiener Zentralfriedhof (Gruppe 2, Reihe 21, Nr. 33).

## Auszeichnungen
- 1969: Großes Silbernes Ehrenzeichen der Republik Österreich
- 1970: Ehrenmitgliedschaft der Wiener Staatsoper
- 1970: Nicolai-Medaille der Wiener Philharmoniker
- 1970: Goldenes Ehrenzeichen für Verdienste um das Land Wien[1]